# Полина Жеребцова
Полине Жеребцова е руска чеченска писателка, публицистка и журналистка.
Авторка е пет книги за Кавказ, в това число дневници за войната в Чечения. Нейната проза е преведена на 14 езика. Лауреатка е на международната награда „Януш Корчак“ едновременно в 2 категории – за военен разказ и за документална проза.

## Биография
Полина Жеребцова е родена в многонационално семейство през 1985 година в град Грозни, Чечено-Ингушка автономна съветска социалистическа република, Русия в Северен Кавказ. Живее там до 20-а си година.
През 1994 година започва да си води дневници, в които описва всичко, което се случва с нея и около нея в Грозни. Дневниците обхващат нейното детство, израстване, юношество, по време на които се водят 3 войни в Чечения. Училището, първите влюбвания, спречкванията с родителите – всичко това, което е познато на всеки тийнейджър, в живота на Полина Жеребцова съжителства с бомбардировките, глада, разрухата и нищетата.
От 2003 г. започва да работи като журналист. Приета е за член на Съюза на журналистите на Русия и във финландския ПЕН клуб.
Лауреатка е на международната награда „Януш Корчак“ едновременно в две категории – за военен разказ и за документална проза.
Финалистка е за наградата на името на Андрей Сахаров „За журналистиката като постъпка“.
През 2013 година получава политическо убежище във Финландия, където живее.
През 2017 година Полина Жеребцова получи финландско гражданство. 

## Литературни награди
- 2006 г. – лауреатка на международната награда „Януш Корчак“ („Кръщение“, 2000 г.)
- 2006 г. – лауреатка на международната награда „Януш Корчак“ („Малко ангелче“)
- 2012 г. – финалистка за наградата на името на Андрей Сахаров „За журналистиката като постъпка“.
- 2017 г. – лауреатка на международната награда „Ърнест Хемингуей“